# Acanthorhynchus tenuirostris
Acanthorhynchus tenuirostris là một loài chim ăn mật được tìm thấy ở đông nam nước Úc trong khu vực rừng và đất trồng cây, cũng như các khu vườn trong các khu vực đô thị Sydney và Melbourne, có thể được tìm thấy ở đô thị khu vườn với thảm thực vật đủ để hoạt động như bìa và một nguồn thực phẩm. Nó có bộ long một màu đen màu trắng riêng biệt và màu hạt dẻ, mắt đỏ, và mỏ cong xuống.
Loài này được nhà nghiên cứu chim John Latham mô tả với danh pháp Certhia tenuirostris vào năm 1801, nó là một thành viên của chi Acanthorhynchus.

## Sinh sản

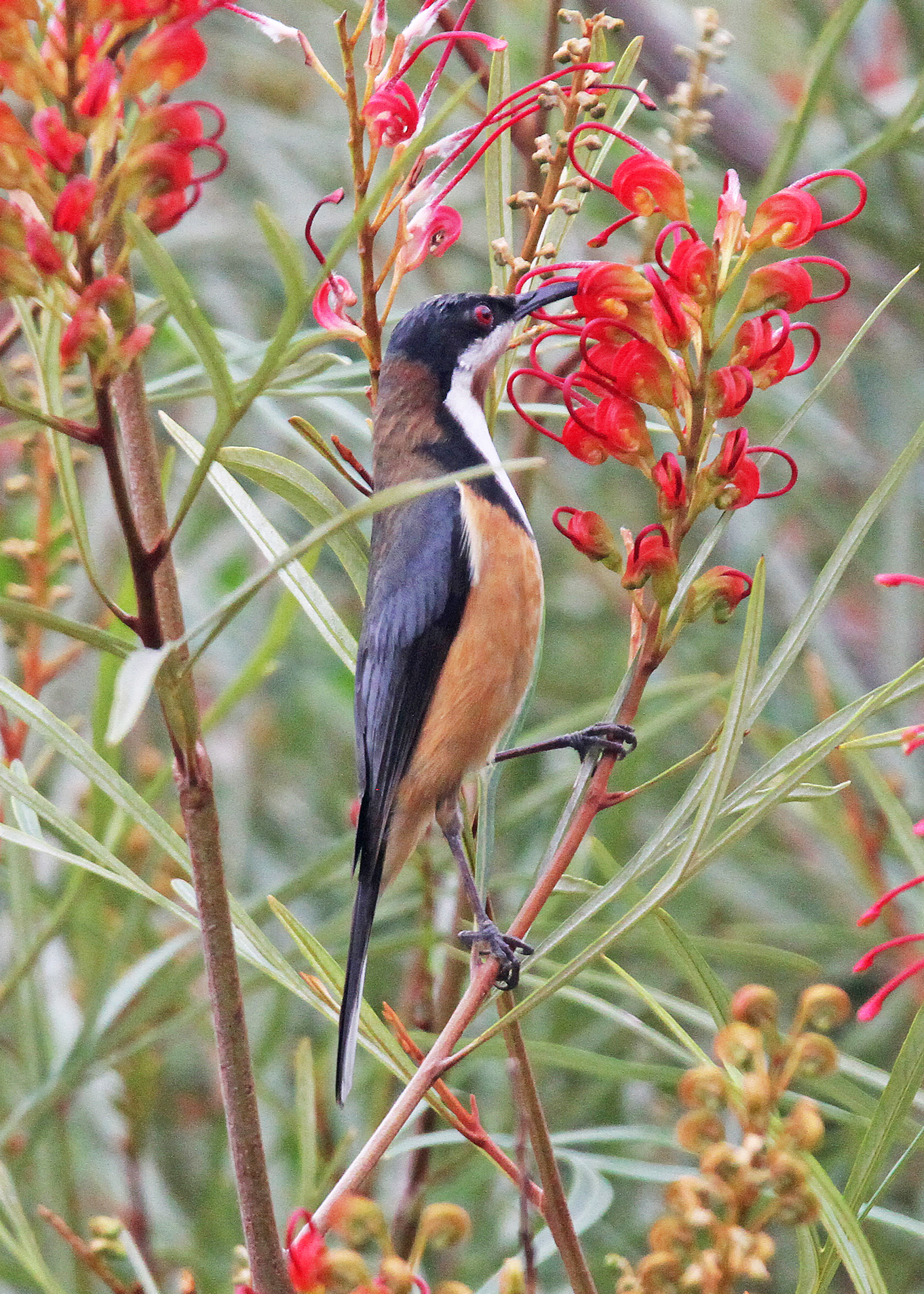
Acanthorhynchus tenuirostris ăn mật hoa Grevillea, Queensland, Australia

Mùa đẻ trứng từ tháng 8-tháng 12, với một hoặc hai con non lớn lên. Tổ là một cấu trúc hình cái tách làm bằng cỏ và vỏ cây lót lông, thường là ở ngã ba của một cây nhỏ hoặc cây bụi rậm rạp. Số trứng trong mỗi tổ từ 1-4, với 2 quả là mức là trung bình, trứng màu hồng nhạt với cám chấm tối nâu đỏ, có kích thước 17 x 13 mm Con mái ấp trong 13-16 ngày thì trứng nỏ. Cả chim bố và chim mẹ nuôi con.

## Chế độ ăn
Loài chim này ăn mật từ nhiều loài cây, gồm hoa của cây Eucalyptus, Amyema spp., Epacris longiflora, Epacris impressa(common heath), Correa reflexa, and various members of the Proteaceae such as Banksia ericifolia, Banksia integrifolia, Lambertia formosa và Grevillea speciosa, cũng như nhiều loài côn trùng nhỏ và các loài không xương sống khác. Một nghiên cứu năm 1982 trong vườn quốc gia New England ở đông bắc New South Wales phát hiện có một đàn chim lớn bay vào trùng hợp với thời gian bắt đầu nở hoa của loài cây Banksia spinulosa there. Chúng cũng được biết đến là kiếm ăn từ những loài cây ngoại lai du nhập như Fuchsia.